# Diocesi di Smederevo
La diocesi di Smederevo (in latino: Dioecesis Semendriensis) è una sede soppressa della Chiesa cattolica.

## Storia
Incerte sono le origini della diocesi di Smederevo in Serbia. Una serie episcopale è riscontrabile solo a partire dal 1544. Il territorio della diocesi, affidata ai frati minori, era già occupato dai Turchi. Il vescovo Nicola Ugrinovich trovò la morte proprio per opera degli occupanti musulmani. Nel 1625 esisteva a Smederevo una sola chiesa, dedicata a San Michele, che fungeva da cattedrale della diocesi, e nella città si contavano solo 14 famiglie cattoliche.
L'ultimo vescovo nominato è Alberto Rengjich, che fu costretto a porre la sua sede a Belgrado; Propaganda Fide gli aveva affidato la cura pastorale di un territorio vastissimo, compreso tra i fiumi Drava, Sava, Danubio e Tibisco.
Dal 1647 la diocesi fu data in amministrazione ai vescovi di Belgrado. Il 23 dicembre 1729 le due sedi furono unite aeque principaliter.

## Cronotassi dei vescovi
- Biagio Fabrizio di Cresseno, O.F.M. † (4 luglio 1544 - ?)
- Cornelio Scozonolbi, O.F.M. † (27 aprile 1551 - ?)
- Tommaso, O.F.M. †
- Nicola Ugrinovich, O.F.M. † (26 ottobre 1565 - 1587 deceduto)
  - Sede vacante
- Stefano Cecchio, O.F.M. † (6 novembre 1605 - circa 1624 dimesso)
- Alberto Rengjich di Ragusa, O.F.M. † (19 febbraio 1625 - 2 marzo 1630 deceduto)
  - Pietro Massarecchi † (1º marzo 1631 - 27 novembre 1634 deceduto) (amministratore apostolico)
  - Sede amministrata dai vescovi di Belgrado (1647-1729)